# زولتسباخ ان در مور
زولتسباخ ان در مور (به آلمانی: Sulzbach an der Murr) یک شهر در آلمان است که در رمس-مور واقع شده‌است. زولتسباخ ان در مور ۵٬۳۹۵ نفر جمعیت دارد.